# Listă de filme britanice din 1926
Aceasta este o listă de filme britanice din 1926:

## Lista
| Titlu                         | Regizor              | Distribuție                                        | Gen         | Note                       |
| ----------------------------- | -------------------- | -------------------------------------------------- | ----------- | -------------------------- |
| The Ball of Fortune           | Hugh Croise          | Billy Meredith, Mabel Poulton                      | Sports      |                            |
| Blinkeyes                     | George Pearson       | Betty Balfour, Patrick Aherne                      | Drama       |                            |
| The Chinese Bungalow          | Sinclair Hill        | Matheson Lang, Genevieve Townsend                  | Drama       |                            |
| Cinders                       | Louis Mercanton      | Betty Balfour, André Roanne                        | Comedy      |                            |
| Every Mother's Son            | Robert Cullen        | Rex Davis, Moore Marriott                          | Drama       |                            |
| The Flag Lieutenant           | Maurice Elvey        | Henry Edwards, Lilian Oldland                      | War         |                            |
| Forbidden Cargoes             | Fred LeRoy Granville | Peggy Hyland, Clifford McLaglen                    | Adventure   |                            |
| The House of Marney           | Cecil Hepworth       | Alma Taylor, John Longden                          | Crime       |                            |
| If Youth But Knew             | George A. Cooper     | Godfrey Tearle, Lillian Hall-Davis                 | Romance     |                            |
| The Island of Despair         | Henry Edwards        | Matheson Lang, Marjorie Hume                       | Drama       |                            |
| The Little People             | George Pearson       | Mona Maris, Frank Stanmore                         | Romance     |                            |
| London                        | Herbert Wilcox       | Dorothy Gish                                       | Drama       |                            |
| London Love                   | Manning Haynes       | Fay Compton, John Stuart                           | Drama       |                            |
| Mademoiselle from Armentieres | Maurice Elvey        | Estelle Brody, John Stuart                         | World War I |                            |
| Mons                          | Walter Summers       |                                                    | War         | Documentary reconstruction |
| Nell Gwyn                     | Herbert Wilcox       | Dorothy Gish, Randle Ayrton                        | Romance     |                            |
| Nelson                        | Walter Summers       | Cedric Hardwicke, Gertrude McCoy                   | Biopic      |                            |
| One Colombo Night             | Henry Edwards        | Godfrey Tearle, Marjorie Hume                      | Drama       |                            |
| Palaver                       | Geoffrey Barkas      | Haddon Mason, Reginald Fox                         | Adventure   | [ 1 ]                      |
| Pearl of the South Seas       | Frank Hurley         | Eric Bransby Williams, Lilian Douglas              | Drama       |                            |
| The Qualified Adventurer      | Sinclair Hill        | Matheson Lang, Genevieve Townsend                  | Adventure   |                            |
| A Royal Divorce               | Alexander Butler     | Gertrude McCoy, Lillian Hall-Davis                 | Historical  |                            |
| Safety First                  | Fred Paul            | Brian Aherne, Queenie Thomas                       | Comedy      |                            |
| Sahara Love                   | Sinclair Hill        | Edward O'Neill, Gordon Hopkirk                     | Drama       | Co-production with Spain   |
| The Sea Urchin                | Graham Cutts         | Betty Balfour, George Hackathorne                  | Romance     |                            |
| Thou Fool                     | Fred Paul            | Stewart Rome, Marjorie Hume                        | Drama       |                            |
| Tons of Money                 | Frank Hall Crane     | Leslie Henson, Flora le Breton                     | Comedy      |                            |
| The Triumph of the Rat        | Graham Cutts         | Ivor Novello, Isabel Jeans, Nina Vanna             | Drama       |                            |
| Walter Tells the Tale         | James B. Sloan       | Walter Forde, Pauline Peters                       | Comedy      | [ 2 ]                      |
| White Heat                    | Thomas Bentley       | Juliette Compton, Wyndham Standing, George Bellamy | Drama       |                            |
| The Woman Juror               | Milton Rosmer        | Gladys Jennings, Alexander Field                   | Drama       |                            |
| The Woman Tempted             | Maurice Elvey        | Juliette Compton, Warwick Ward                     | Drama       |                            |
| The Wonderful Wooing          | Geoffrey Malins      | Marjorie Hume, Genevieve Townsend                  | Drama       |                            |